# 孔斯巴卡市镇
孔斯巴卡市镇（瑞典語：Kungsbacka kommun）是瑞典西海岸哈兰省的一个市镇，位于哥德堡以南30千米。其治所位于孔斯巴卡。